# Терминатор: Мрачна съдба
„Терминатор: Мрачна съдба“ (на английски: Terminator: Dark Fate) е американски научнофантастичен филм от 2019 година на режисьора Тим Милър с участието на Арнолд Шварценегер, Линда Хамилтън, Макензи Дейвис, Наталия Рейес и Габриел Луна.
Премиерата на филма в САЩ е на 1 ноември 2019 г. Филмът е шести във франчайза на „Терминатор“ и е позициониран като алтернативно продължение на Терминатор 2: Страшният съд.

## Сюжет
Внимание:  Текстът по-долу разкрива сюжета на произведението (или части от него)!
През 1994 г. Сара и Джон Конър успяват да унищожат Т-1000 и да предотвратят „Страшния съд“, но три години по-късно в Гватемала те биват изпреварени от друг терминатор, изпратен от SkyNet. Т-800 прострелва хладнокръвно Джон пред майка му и си тръгва, без да докосва Сара.
Двадесет и две години по-късно младо момиче на име Грейс, боец на съпротивата и Rev-9, терминатор с твърд ендоскелет, покрит с течна имитираща метална сплав, се пренася в Мексико от 2042 г. Целта на Rev-9 е да унищожи момичето Даниела Рамос, обикновена работничка в завод за сглобяване на автомобили, а целта на Грейс е да я защити.
След като е проникнал във фабриката, маскиран като бащата на Дани, Rev-9 се опитва да убие момичето, но Грейс, с помощта на Диего, успява да отблъсне атаката на терминатора и да избяга. Докато преследва избягалите, Rev-9 се разделя на твърд метален ендосет и течен компонент, ранява смъртоносно Диего и едва не убива Дани. Но бегълците неочаквано получават помощ под формата на възрастна жена, въоръжена до зъби. Тази жена стреля по терминатора с гранатомет и след това взривява Rev-9, помагайки на Грейс и Дани да избягат в Мексико. Изведнъж Грейс се разболява много, губи съзнание и след това възрастната жена отново помага на момичетата. От по-нататъшни комуникации се оказва, че това е легендарната Сара Конър, която след смъртта на сина си става „ловец на терминатори“. Оказва се, че компютърната мрежа SkyNet, след като е решила да унищожи Джон Конър на всяка цена, е изпратила много терминатори от бъдещето и един от тях все пак е успял да убие бъдещия спасител на човечеството. Но всички останали терминатори продължават да идват от бъдещето в настоящето и всеки път, когато ги срещне са унищожени без милост от Сара Конър. Информация за това къде и кога терминаторът се появява в наше време Конър научава от SMS от неизвестен номер и винаги със странен надпис към съобщението – „За Джон“.
Що се отнася до Грейс, тя е боец, изпратен от бъдещето от 2042 година. В бъдеще отново се случва ядрен апокалипсис и започва войната на човечеството срещу роботите, водена от световната компютърна мрежа Legion. Понякога на хората, които загиват в битка, се предлага да преминат през „модернизация“. Мощен източник на електрическа енергия се имплантира в тялото на боец на съпротивата, някои органи се заменят с изкуствени, а човек, ставайки киборг, придобива сила, сравнима със силата на някои от терминаторите на Legion. Грейс, преминала „модернизацията“, е изпратена от бъдещето, за да защити Дани. Мрежата Legion изпраща най-добрия си модел – Rev-9 – да убие момичето. Този терминатор според Грейс е почти невъзможно да бъде повреден, а може само да се крият от него.
С помощта на Грейс, Сара установява местоположението на източника на мистериозния SMS – това е определена малка област в щата Тексас. Но най-поразителното е, че координатите на едно и също място са татуирани върху тялото на самата Грейс. След като са прекосили нелегално границата между САЩ и Мексико с помощта на чичо Дани, бегълците попадат в бежански лагер на американската гранична охрана, където отново са нападнати от Rev-9. Но Сара, Грейс и Дани успяват да избягат с хеликоптер и скоро намират мистериозния изпращач на SMS в Тексас. Оказва се, че е същият Т-800, който е убил Джон Конър преди много години. След като изпълнява заданието, терминаторът решава да живее сред хората и постепенно започва да разбира какъв чудовищен акт е направил. Приемайки името „Карл“, Т-800 става търговец, има съпруга и осиновен син и за да изкупи вината си пред Сара Конър, терминаторът започва да я информира за времето и мястото на пристигане на своите „колеги“. Обезсърчена от гняв, Сара първо се опитва да унищожи убиеца на сина си, но Грейс я убеждава да използва силата на T-800, за да противодейства на Rev-9. Сара неохотно се съгласява, но обещава на „Карл“ да го убие веднага, след като им помогне.
За да унищожи Rev-9, Конър предлага да използва електромагнитни импулсни гранати, които могат да бъдат предоставени от познатия ѝ офицер в една от американските военни бази. Героите отиват до тази база, но там отново са нападнати от Rev-9 и те се опитват да се скрият от него на отвлечен военнотранспортен самолет. По време на полета Грейс казва на Дани, че тя, Дани Рамос (а не нейният син или дъщеря, както предполага Сара Конър) ще стане лидер на съпротивата и спасител на човечеството. Нещо повече, в бъдеще Дани ще спаси младата Грейс от смърт. Скоро Rev-9 е на друг отвлечен самолет и самолетът с Дани и нейния екип се разбива в реката близо до водноелектрическата централа. По време на битката, започнала с Rev-9, „Карл“ губи дясната си ръка, но успява да разбие Rev-9 с падналия самолет. По чудо оцелелите герои се събират в машинното отделение на централата до лудо въртящите се турбини и започват да се подготвят за решителната битка.
Появявайки се Rev-9 (той успява да избяга от капана в самолета) първо предлага на „Карл“ да му даде Дани, но получава категоричен отказ. Грейс, „Карл“ и Сара успяват да се справят с атаката на Rev-9 с невероятна трудност и скоро T-800 с помощта на Грейс успява да тласне Rev-9 в работещата турбина на електроцентралата. Резултатът е масивна експлозия, която сериозно уврежда Rev-9, унищожавайки основата му от течни метали, но същата експлозия нанася смъртни рани на Грейс. Обезобразеният Rev-9 продължава да атакува момичето, а след това Грейс нарежда на Дани да отвори тялото ѝ и след като изважда мощния източник на електрическа енергия, убива Rev-9 с него. Дани забива този източник на енергия в окото на Rev-9, а „Карл“ държи извиващия се терминатор, докато освободената енергия разтопи двата робота и по този начин ги убие. Преди смъртта си „Карл“ има време да каже сбогуващите си думи на Сара за извинение: „За Джон“.
На финала Дани и Сара гледат как малката Грейс играе на детската площадка. Дани казва, че няма да позволи на Грейс да умре отново за нея, а Сара отговаря, че в този случай Дани винаги трябва да е готова.

## Актьорски състав
| Актьор                                                                                                | Роля |
| --- | --- |
| Арнолд Шварценегер                                                                                    | Карл, също и Терминатор T-800 (Cyberdyne Systems Model 101)                                              |
| Брет Азар (двойник и каскадьор този герой)                                                            | Терминатор T-800 (Cyberdyne Systems Model 101) през 1990-те години                                       |
| Линда Хамилтън                                                                                        | Сара Конър – майка на Джон Конър, бъдещ спасител на човечеството от световната компютърна система Skynet |
| Мади Кърли (двойник и каскадьор този герой)                                                           | Сара Конър през 1990-те години                                                                           |
| Джеси Фишър (двойник и каскадьор този герой)                                                          | Сара Конър през 2010-те години                                                                           |
| Макензи Дейвис                                                                                        | Грейс – супер войник от 2042 година                                                                      |
| Стефани Гил                                                                                           | Грейс на 10 години                                                                                       |
| Наталия Рейес                                                                                         | Даниела „Дани“ Рамос – девойка, работеща в завод за сглобяване на автомобили в Мексико Сити              |
| Диего Бонета                                                                                          | Диего Рамос – млад човек, работещ в завод за сглобяване на автомобили в Мексико Сити, братът на Даниела  |
| Габриел Луна                                                                                          | Rev-9 – най-модерният Терминатор на световната компютърна система Legion                                 |
| Тристан Улоа                                                                                          | Фелипе Гундала – чичо на Даниела                                                                         |
| Алисия Боррачеро                                                                                      | Алисия – съпругата на „Карл“                                                                             |
| Мануел Тихия                                                                                          | Матео – осиновеният син на „Карл“                                                                        |
| Енрике Арсе                                                                                           | Висенте – бащата на Даниела и Диего Рамос                                                                |
| Фрейзър Джеймс                                                                                        | майор Дийн – офицер от разузнаването на ВВС на САЩ и приятел на Сара Конър                               |
| Том Хопър                                                                                             | Уилям Хардел, командир на Грейс от 2042 година                                                           |
| Стюарт Маккуари                                                                                       | Крейг – готвач на Дани и Диего в завода за сглобяване на автомобили                                      |
| Стивън Крий                                                                                           | Ригби – агент на Граничния патрул на САЩ                                                                 |
| Джорджия Симон (глас на този герой)                                                                   | майка на Грейс                                                                                           |
| Едуард Фърлонг (лицето на този герой) Аарон Куниц (глас на този герой) Джуд Коли (тяло на този герой) | Джон Конър – бъдещ спасител на човечеството от световната компютърна система Skynet                      |
| Ърл Боуен (архивни кадри)                                                                             | докторът по медицина Питър Силбърман                                                                     |

## Интересни факти
- За първи път в историята на франчайза „Терминатор“ филмът донася колосални загуби на своите създатели и инвеститори, според различни оценки те възлизат на 130 милиона долара.
- Снимките се провеждат в САЩ, Унгария и Испания. Мексико като място за заснемане е отхвърлено от режисьорите от съображения за безопасност.
- По време на снимките в Будапеща е построен най-големият комплект във филма: фюзелажът на военно-транспортен самолет С-5. Комплектът е монтиран на 85-тонен кардан, може да се върти на 360 градуса и да се накланя напред и назад с 10 градуса.
- За компютърно моделиране на ефекта на Rev-9 „течен метал“, специалистите по специални ефекти са изучавали снимки на растежа на водорасли и гъби във времето.
- Режисьорът Тим Милър привлича нидерландския музикант и композитор Томас Холкенборг, известен като Junkie XL, с когото преди това си е сътрудничил във филма „Дедпул“, за да композира партитурата на филма. Когато пише партитурата, Холкенборг използва звуците на 15 музикални инструмента, а също така използва звук на наковалня и звук на пералня.
- „Карл“ във филма има фургон с реклама за „Драпериите на Карл 888-512-1984“. Като се обади на този телефон, всеки, който иска може да чуе запис на гласа на Шварценегер, рекламиращ неговия продукт. Самият номер се отнася за 12 май 1984 г., когато Кайл Рийз във филма „Терминаторът“ идва от бъдещето до нашето време.

## Филми от поредицата за „Терминатор“
Поредицата „Терминатор“ включва 6 филма:
- „Терминаторът“ (1984)
- „Терминатор 2: Денят на страшния съд“ (1991)
- „Терминатор 3: Бунтът на машините“ (2003)
- „Терминатор: Спасение“ (2009)
- „Терминатор: Генисис“ (2015)
- „Терминатор: Мрачна съдба“ (2019)